# Macrotyloma
Macrotyloma ist eine Pflanzengattung in der Unterfamilie der Schmetterlingsblütler (Faboideae) innerhalb der Familie der Hülsenfrüchtler (Fabaceae). Es gibt etwa 24 Macrotyloma-Arten. Es ist eine der Gattungen der Faboideae, deren Arten Bohnen genannt werden und von denen einige Arten Nahrungsmittel liefern.

## Beschreibung

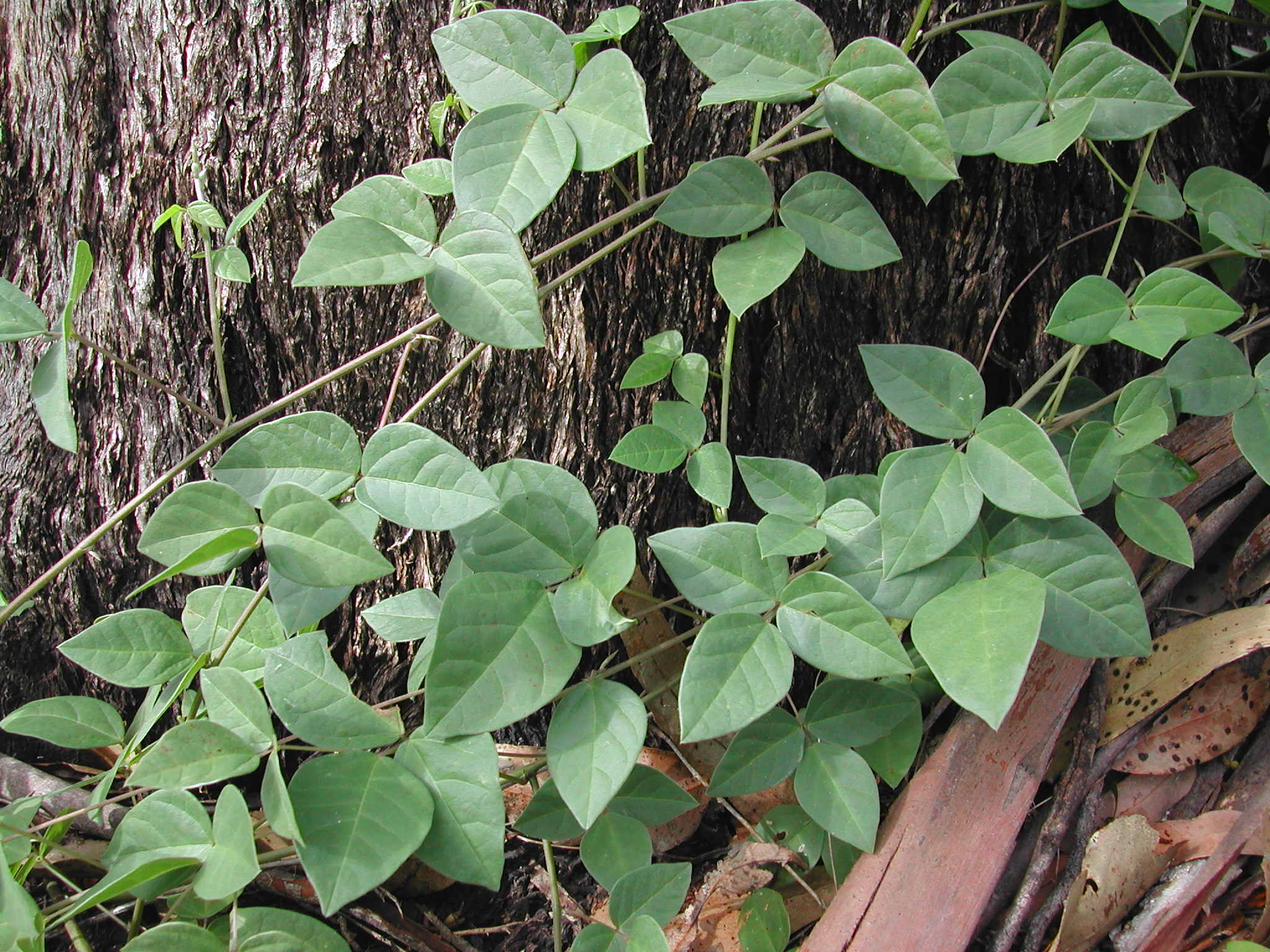
Habitus und Laubblätter von Macrotyloma axillare

### Vegetative Merkmale
Macrotyloma-Arten wachsen als kriechende oder kletternde, selten selbständig aufrechte, einjährige oder ausdauernde krautige Pflanzen. Sie sind nicht mit Stacheln oder Dornen bewehrt.
Die wechselständig am Stängel verteilt angeordneten Laubblätter sind in Blattstiel und Blattspreite gegliedert. Die Blattspreite ist meist dreiteilig gefiedert, selten ist nur ein Teilblatt ausgebildet. Es sind Nebenblätter vorhanden.

### Generative Merkmale
Die Blüten stehen einzeln bis zu wenigen büschelig zusammengefasst in den Blattachseln oder in seitenständigen, zusammengesetzten traubigen Blütenständen. Es sind Tragblätter und Deckblätter vorhanden.
Die zwittrigen Blüten sind zygomorph und vier- oder fünfzählig mit doppelter Blütenhülle. Die vier oder fünf ungleichen Kelchblätter sind verwachsen mit zwei Kelchlippen. Die obere Kelchlippe besteht aus zwei Kelchblättern die vollkommen oder teilweise verwachsen sind; die untere Kelchlippe besteht aus zwei bis drei Kelchblättern; die Kelchzähne sind kürzer als die Kelchröhre. Die Blütenkronen besitzen den typischen Aufbau der Schmetterlingsblüten. Die fünf genagelten Kronblätter sind unbehaart, weißlich-grünlich-gelb bis gelb und manchmal mit rötlich-purpurfarbener Zeichnung. Die Fahne ist nicht gespornt aber geöhrt und besitzt zwei lange Anhängsel. Die Fahne ist länger als Flügel und Schiffchen. Die Flügel sind schmal und das Schiffchen ist gerade. Die zehn fertilen Staubblätter sind nicht mit den Kronblättern verwachsen. Neun Staubfäden sind zu einer Röhre verwachsen. Alle Staubbeutel sind gleich. Die einzelnen oberständigen Fruchtblätter enthalten 3 bis 13 Samenanlagen. Der fadenförmige, gekrümmte Griffel ist behaart. Die Narbe ist kopfig.
Es werden die Hülsenfrüchte gebildet. Nur bei der Erdbohne (Macrotyloma geocarpum) befinden sich die Hülsenfrüchte im Boden, ähnlich der Erdnuss (Arachis hypogaea) und Bambara-Erdnuss (Vigna subterranea). Die Hülsenfrüchte sind gerade bis gekrümmt und nicht zwischen den Samen septiert. Die zusammengepressten Samen besitzen meist keinen Arillus, aber ein weißes Hilum. Die Verbreitungseinheit (Diaspore) ist der Same.

## Systematik und Verbreitung
Die Gattung Macrotyloma gehört zur Subtribus Phaseolinae der Tribus Phaseoleae in der Unterfamilie Schmetterlingsblütler (Faboideae) innerhalb der Familie der Hülsenfrüchtler (Fabaceae). Die Erstbeschreibung der Gattung Macrotyloma erfolgte 1970 durch Bernard Verdcourt in Kew Bulletin, Band 24, Teil 2, S. 322 ausgegliedert aus der Gattung Dolichos L. in der diese Arten in einer Sektion Macrotyloma Wight & Arn. eingeordnet waren, die von Robert Wight & George Arnott Walker Arnott in Prodromus Florae Peninsulae Indiae Orientalis, 1834, 248 aufgestellt wurde. Der botanischen Gattungsname Macrotyloma ist aus den griechischen Wörtern makros für groß und týlos für Wulst, Schwiele abgeleitet. Ein Synonym für Macrotyloma (Wight & Arn.) Verdc. ist Kerstingiella Harms.
Das Verbreitungsgebiet der Gattung Macrotyloma umfasst die Alte Welt. Fast alle Macrotyloma-Arten haben ihr natürliches Areal nur in Afrika: im tropischen Afrika, Madagaskar, den Maskarenen; nur eine Art, Macrotyloma uniflorum, ist auf dem Indischen Subkontinent heimisch.
Es gibt etwa 24 Macrotyloma-Arten:
- Macrotyloma africanum (Brenan ex R.Wilczek) Verdc. (Syn.: Dolichos africanus Brenan ex R.Wilczek)
- Macrotyloma axillare (E.Mey.) Verdc. [4][5]: Mit den Varietäten:
  - Macrotyloma axillare var. axillare (Syn.: Dolichos axillaris E.Mey.)
  - Macrotyloma axillare var. glabrum (E.Mey.) Verdc. (Syn.: Dolichos axillaris var. glaber E.Mey.)
  - Macrotyloma axillare var. macranthum (Brenan) Verdc. (Syn.: Dolichos axillaris var. macranthus Brenan)
- Macrotyloma bieense (Torre) Verdc.
- Macrotyloma biflorum (Schum. & Thonn.) Hepper
- Macrotyloma brevicaule (Baker) Verdc.
- Macrotyloma ciliatum (Willd.) Verdc.
- Macrotyloma coddii Verdc.
- Macrotyloma daltonii (Webb) Verdc. (Syn.: Dolichos daltonii Webb)[6]
- Macrotyloma decipiens Verdc.
- Macrotyloma densiflorum (Baker) Verdc.
- Macrotyloma dewildemanianum (Wilczek) Verdc.
- Macrotyloma ellipticum (R.E.Fr.) Verdc. (Syn.: Dolichos ellipticus R.E.Fr.)
- Macrotyloma fimbriatum (Harms) Verdc.
- Erdbohne oder Kandelabohne (Macrotyloma geocarpum (Harms) Maréchal & Baudet, Syn.: Kerstingiella geocarpa Harms)
- Macrotyloma hockii (De Wild.) Verdc.
- Macrotyloma maranguense (Taub.) Verdc. (Syn.: Dolichos taubertii Baker f., Glycine maranguensis Taub.)
- Macrotyloma oliganthum (Brenan) Verdc.
- Macrotyloma prostratum Verdc.
- Macrotyloma rupestre (Baker) Verdc.
- Macrotyloma schweinfurthii Verdc.
- Macrotyloma stenophyllum (Harms) Verdc. (Syn.: Dolichos stenophyllum Harms)
- Macrotyloma stipulosum (Baker) Verdc.
- Macrotyloma tenuiflorum (Micheli) Verdc. (Syn.: Desmodium tenuiflorum Micheli, Dolichos baumannii Harms)
- Pferdebohne (Macrotyloma uniflorum (Lam.) Verdc.): Mit den Varietäten:
  - Macrotyloma uniflorum var. benadirianum (Chiov.) Verdc. (Syn.: Dolichos benadirianus Chiov.)
  - Macrotyloma uniflorum var. stenocarpum (Brenan) Verdc. (Syn.: Dolichos uniflorus var. stenocarpus Brenan)
  - Macrotyloma uniflorum var. uniflorum (Syn.: Dolichos biflorus auct., Dolichos uniflorus Lam.)
  - Macrotyloma uniflorum var. verrucosum Verdc.

## Nutzung
Einige Arten werden zur Produktion von Nahrungsmitteln kultiviert: Erdbohne (Macrotyloma geocarpum) und Pferdebohne (Macrotyloma uniflorum).
Da sie Stickstoff fixieren (Rhizobium-Wurzelknöllchen) sind sie wichtig zur Bodenverbesserung.